# Saison 2013-2014 de l'Everton FC
Chronologie
Saison précédente Saison suivante
La saison 2013-2014 de l'Everton FC est la 22e saison du club en Premier League. Non qualifié pour une compétition européenne, le club sera en compétition pour le Championnat d'Angleterre, la Coupe d'Angleterre et la Coupe de la Ligue anglaise.